# Vidange brutale de lac glaciaire
Ne doit pas être confondu avec Jökulhlaup.

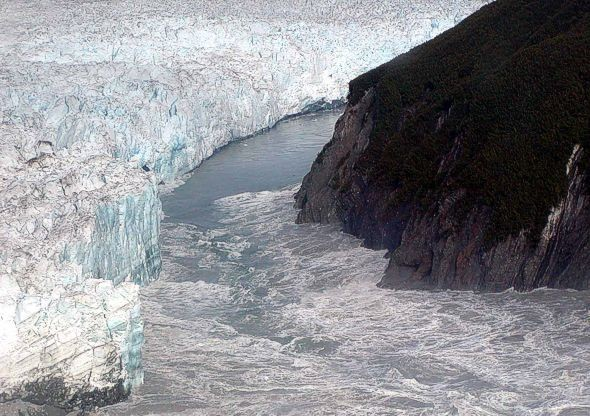
La vidange brutale du fjord Russell dans la le 14 août 2002 en raison de la rupture du front glaciaire du glacier Hubbard en Alaska.

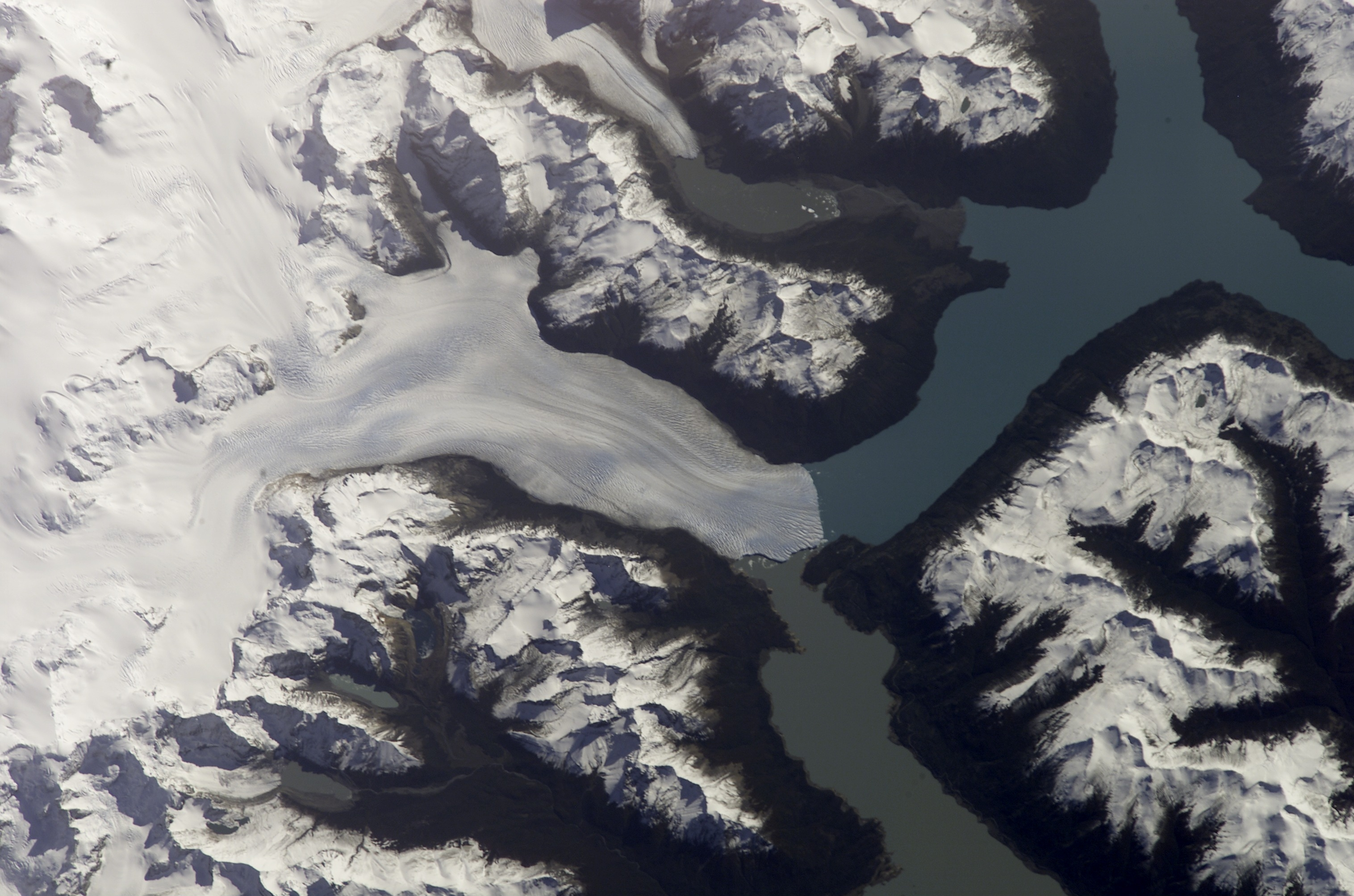
Image satellite du glacier Perito Moreno en Argentine, à l'origine de vidanges brutales du lac Argentino.

La vidange brutale de lac glaciaire est un phénomène dû à la rupture d'un barrage naturel de glace qui provoque une inondation soudaine par vidange d'un lac situé au-delà (lac subglaciaire, intraglaciaire, supraglaciaire, périglaciaire ou proglaciaire),. Lorsque ce phénomène est en lien avec une éruption volcanique, particulièrement en Islande, on utilise le terme de jökulhlaup.
Ce phénomène présente un risque pour les populations et les infrastructures situées en avalet constitue une menace potentielle pour 15 millions de personnes dans le monde. C'est notamment le cas en Asie, dans le massif de l'Himalaya où 9,3 millions de personnes sont exposées à 2221 lacs glaciaires. Le risque est plus élevé en raison du nombre de personnes, des enjeux d’infrastructures en aval (barrages) et du manque de systèmes d'alertes. Dans certains cas, il peut être récurrent comme pour le lac Argentino en raison de l'avancée du front glaciaire du glacier Perito Moreno qui divise régulièrement le lac en deux. Ce type d'événement a atteint des proportions régionales lors des déglaciations, comme les inondations de Missoula en Amérique du Nord ou celles de l'Altaï dans le sud de la Sibérie.
En France, la vidange brutale du lac situé sous le glacier de Tête-Rousse a provoqué la catastrophe de Bionnay le 12 juillet 1892, tuant 175 personnes à Saint-Gervais. En Suisse, le glacier du Giétro est à l'origine de plusieurs débâcles dont la dernière en 1818, qui fit 44 victimes.